# Direitos das mulheres
O termo Direitos das mulheres refere-se aos direitos objetivos reivindicados para as mulheres em diversos países.
Em alguns lugares, esses direitos são institucionalizados e garantidos pela legislação, pelos costumes e comportamentos, enquanto em outros locais eles são suprimidos ou ignorados.
Eles podem variar de noções mais amplas de direitos humanos a reivindicações contra tendências históricas de tradicionais do exercício de direitos de mulheres e meninas em favor de homens e mulheres.
Questões frequentemente associadas com os direitos das mulheres incluem os direitos à integridade e autonomia dos corpos, a votar (sufrágio); a ocupar cargos públicos; a trabalhar; a salários justos e igualitários; à educação; a servir na polícia militar.
A discriminação de fato ou de direito contra a mulher tem sido, notadamente em países subdesenvolvidos, um dos principais obstáculos à efetividade do direito à educação e à saúde de crianças e adolescentes.
Mas ela não se manifesta apenas com o tratamento desigual com relação ao homem (o que ocorre com bastante frequência, por exemplo, nas relações de trabalho assalariado). De acordo com o jurista Fábio Konder Comparato, a discriminação também ocorre com a negação do direito à diferença, que o autor define como "a recusa do reconhecimento e respeito dos dados biológicos e valores culturais, componentes do universo feminino".

## História
O movimento igualitário desencadeado pela Revolução Francesa (1789) não conseguiu derrubar as desigualdades entre homens e mulheres. As mulheres do Terceiro Estado fizeram, à época, diversas denúncias contra a situação de inferioridade que viviam em relação aos homens. Um ano após o início da Revolução, Condorcet publicou um artigo "Sobre a admissão das mulheres ao direito à cidadania", que foi ignorado pela Assembleia Nacional.
Em 1791, a escritora e artista Olympe de Gouges redigiu e publicou uma "Declaração dos Direitos da Mulher e da Cidadã, fazendo referência à Declaração de 1789. Constava desse texto, por exemplo, a afirmação de que "a mulher tem o direito de subir ao cadafalso", assim como o "direito de subir à tribuna" (artigo X).
Na Europa, a primeira manifestação em favor da igualdade entre os sexos foi a de Poulain de la Barre, num opúsculo criado em 1673.
Em 1739, sob o pseudônimo de Sophia, a Person of Quality, foi publicada a obra: Woman are not Inferior to Man: or a Short and modest Vindication os the natural Right of the Fair-Sex to a perfect Equality of Power, Dignity and Esteem, with the Men. Em 1792, Mary Wollstonecraft publicou A Vindication of the Rights of Woman; ela estivera em Paris durante a Revolução.
A eliminação do estatuto jurídico de inferioridade das mulheres, na vida civil, ocorreu somente no século XX -- e, ainda assim, não em todos os países.
O primeiro país a reconhecer às mulheres o direito de voto foi a Nova Zelândia, em 1893. Em seguida, Austrália (1902), Finlândia (1906) e a Noruega (1913). Entre 1914 e 1939, as mulheres adquiriram o direito ao voto em mais 28 países. Foi somente após a Segunda Guerra Mundial que alguns países ocidentais, como a Itália e a França, admitiram as mulheres no corpo eleitoral. O último país ocidental a reconhecer às mulheres o direito de votar foi a Suíça, em 1971, e ainda assim não em todos os lugares.
À medida que o movimento feminista internacional começou a ganhar força nos anos 70, a Assembleia Geral das Nações Unidas declarou o ano de 1975 como o Ano Internacional das Mulheres e organizou a primeira Conferência Mundial sobre as Mulheres, na Cidade do México. Os anos de 1976 a 1985 foram declarados a Década das Mulheres.
Em 18 de dezembro de 1979, foi promulgada, no âmbito das Nações Unidas, a Convenção sobre a Eliminação de todas as Formas de Discriminação contra as Mulheres, frequentemente descrita como uma Carta Internacional dos Direitos das Mulheres.

## Marco normativo
Uma série de instrumentos jurídicos nos âmbitos internacional e nacional foram adotados pelos países visando à promoção dos direitos das mulheres e à igualdade de Gênero.

### Convenções, pactos e acordos internacionais
- Convenção Interamericana Sobre a Concessão dos Direitos Civis à Mulher (1948): outorga às mulheres os mesmos direitos civis de que dispõem os homens. Promulgada no Brasil pelo Decreto no. 31 643, de 23 de outubro de 1952.[9]
- Convenção sobre os Direitos Políticos da Mulher (1953): determina o direito ao voto em igualdade de condições para mulheres e homens, bem como a elegibilidade das mulheres para todos os organismos públicos em eleição e a possibilidade, para as mulheres, de ocupar todos os postos públicos e de exercer todas as funções públicas estabelecidas pela legislação nacional. Aprovada pelo Brasil em 20 de novembro de 1955, por meio do Decreto Legislativo no. 123. Sua promulgação ocorreu em 12 de setembro de 1963, pelo decreto no. 52 476.
- Convenção Para Eliminar Todas as Formas de Discriminação Contra a Mulher - CEDAW (1979): dispunha aos países participantes o compromisso do combate a todas as formas de discriminação contra as mulheres. No Brasil, o Congresso Nacional ratificou a assinatura, com algumas reservas, em 1984. Tais reservas foram suspensas em 1994 pelo Decreto Legislativo no. 26. Promulgada por meio do Decreto no. 4 377, de 13 de setembro de 2002. Em 06 de outubro de 1999, foi adotado, em Nova York, o Protocolo Facultativo à Convenção sobre a Eliminação de Todas as Formas de Discriminação Contra a Mulher.[10] O protocolo determina a atuação e define as competências do Comitê sobre a Eliminação da Discriminação Contra a Mulher na recepção e análise das comunicações recebidas dos Estados Partes. Foi aprovado pelo Brasil em 06 de junho de 2002, por meio do Decreto Legislativo no. 107. Sua promulgação se deu em 30 de julho de 2002, por meio do Decreto no. 4 316.
- Convenção Interamericana para Prevenir, Punir e Erradicar a Violência Contra a Mulher - Convenção de Belém do Pará (1994):[11] define como violência contra a mulher “qualquer ato ou conduta baseada nas diferenças de gênero que cause morte, dano ou sofrimento físico, sexual ou psicológico à mulher, tanto na esfera pública quanto na esfera privada. Aponta, ainda, direitos a serem respeitados e garantidos, deveres dos Estados participantes e define os mecanismos interamericanos de proteção. Promulgada por meio do decreto nº 1973, em 1º de agosto de 1996.

Veja também a Cronologia dos direitos das mulheres.

### Legislação brasileira
- Lei Maria da Penha (Lei nº 11 340, de 7 de agosto de 2006): cria mecanismos para coibir a violência doméstica e familiar contra a mulher, nos termos do § 8o do art. 226 da Constituição Federal, da Convenção sobre a Eliminação de Todas as Formas de Discriminação contra as Mulheres e da Convenção Interamericana para Prevenir, Punir e Erradicar a Violência contra a Mulher; dispõe sobre a criação dos Juizados de Violência Doméstica e Familiar contra a Mulher; altera o Código de Processo Penal, o Código Penal e a Lei de Execução Penal; e dá outras providências.

## Direito à educação
O Informe Brasil - Gênero e Educação (2011) aponta que as problemáticas de gênero na educação brasileira atualmente se relacionam a seis grandes desafios, profundamente interligados:
- as desigualdades persistentes entre as mulheres brasileiras: o avanço nos indicadores de acesso e desempenho é marcado pelas desigualdades entre mulheres de acordo com a renda, raça e etnia e local de moradia (rural e urbano), com destaque para a situação das mulheres negras e indígenas;
- a situação de pior desempenho e de maiores obstáculos para permanência na escola por parte dos meninos brasileiros, em especial, dos meninos negros;
- a manutenção de uma educação sexista, homofóbica/lesbofóbica/transfóbica, racista e discriminatória no ambiente escolar;
- a concentração das mulheres em cursos e carreiras “ditas femininas”, com menor valorização profissional e limitado reconhecimento social;
- a baixa valorização das profissionais de educação básica, que representam quase 90% do total dos profissionais de educação, que – em sua gigantesca maioria – recebem salários indignos e exercem a profissão em precárias condições de trabalho;
- o acesso desigual à educação infantil de qualidade.

## Incorporação das mulheres no trabalho, esperança de vida e natalidade

### Correlação entre a baixa natalidade e aumento da esperança de vida
A incorporação das mulheres no trabalho assalariado, tradicionalmente masculino, ocorre pela primeira vez durante a Primeira Guerra Mundial e se acentua durante a Segunda Guerra Mundial, diante da ausência de trabalhadores masculinos que estavam na frente de batalha, como os soldados. Este fato foi um passo decisivo para alcançar a autonomia real das mulheres que dispunha de rendas próprias. Esta realidade, junto com fenômenos paralelos relacionados ao ensino superior, demanda por igualdade, controle de natalidade, difusão dos métodos contraceptivos, no marco demográfico das teorias conhecidas como transição demográfica, segunda transição demográfica e revolução reprodutiva, correlacionam de modo inverso o grande aumento da esperança de vida durante o século XX com uma diminuição da natalidade. Quanto maior a eficiência reprodutiva, menor a taxa de natalidade.

### Correlação entre a baixa natalidade e a incorporação das mulheres no mercado de trabalho
Pela razão explicada anteriormente, produz-se "uma forte correlação entre a incorporação das mulheres ao trabalho assalariado e uma queda da taxa de natalidade". Da mesma forma que há uma correlação entre a incorporação das mulheres no mercado de trabalho assalariado e o aumento das vendas de eletrodomésticos que permitem à mulher uma menor dedicação às tarefas domésticas tradicionais.